# Zlatý glóbus za nejlepší mužský herecký výkon ve vedlejší roli v seriálu, minisérii nebo TV filmu

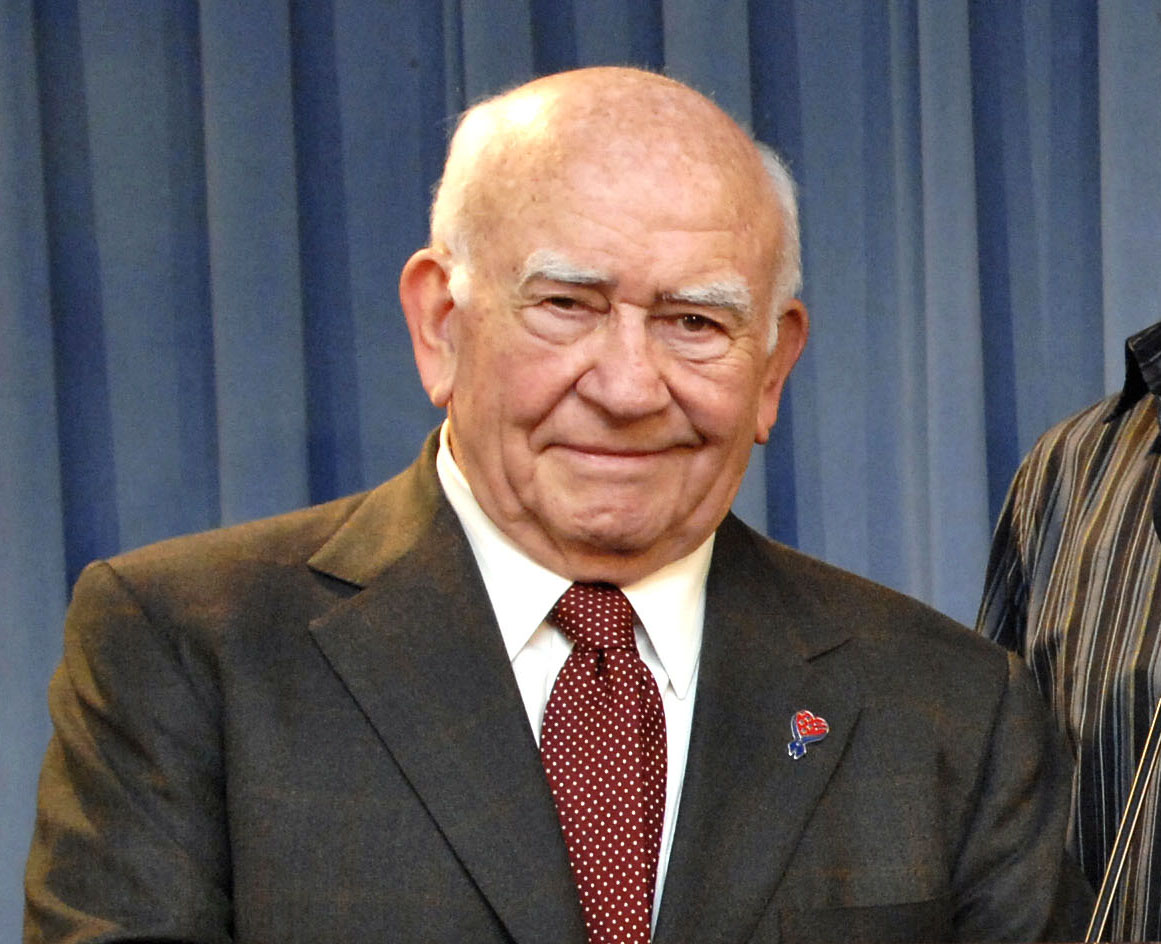
Ed Asner – druhý vítěz zlatého glóbu

Zlatý glóbus za nejlepšího herce ve vedlejší roli v seriálu, minisérii nebo TV filmu je jedna z jedenácti televizních kategorií, ve kterých Asociace zahraničních novinářů v Hollywoodu (angl. Hollywood Foreign Press Association zkratka HFPA) uděluje Zlatý glóbus. První cena se udělila v roce 1971.
Následující seznam obsahuje jména vítězných herců a TV pořadů, za které byli oceněni. Rok u jména znamená rok vzniku pořadu; nikoliv rok, kdy se konal slavnostní ceremoniál. Má-li pořad český distribuční název, je uveden pod ním.

## Vítězové

### 1970–1980
- 1970: James Brolin – Marcus Welby, M.D.
- 1971: Ed Asner – The Mary Tyler Moore Show
- 1972: James Brolin – Marcus Welby, M.D.
- 1973: McLean Stevenson – M*A*S*H
- 1974: Harvey Korman – The Carol Burnett Show
- 1975: Ed Asner – The Mary Tyler Moore Show a Tim Conway – The Carol Burnett Show
- 1976: Ed Asner – Rich Man, Poor Man
- 1977: Cena neudělena
- 1978: Norman Fell – Three's Company
- 1979: Danny DeVito – Taxi a Vic Tayback – Alice
- 1980: Pat Harrington – One Day At a Time a Vic Tayback – Alice

### 1981–1990
- 1981: John Hillerman – Magnum
- 1982: Lionel Stander – Hart a Hartová
- 1983: Richard Kiley – Ptáci v trní
- 1984: Paul Le Mat – Hořící postel
- 1985: Edward James Olmos – Miami Vice
- 1986: Jan Niklas – Anastázie
- 1987: Rutger Hauer – Útěk ze Sobiboru
- 1988: Barry Bostwick a John Gielgud – War and Remembrance
- 1989: Dean Stockwell – Quantum Leap
- 1990: Charles Durning – The Kennedys Of Massachusetts

### 1991–2000
- 1991: Louis Gossett Jr. – The Josephine Baker Story
- 1992: Maximilian Schell – Stalin
- 1993: Beau Bridges – Nepochybně pravdivá dobrodružství údajné texaské vražedkyně
- 1994: Edward James Olmos – Amazonie v plamenech
- 1995: Donald Sutherland – Občan X
- 1996: Ian McKellen – Rasputin
- 1997: George C. Scott – Dvanáct rozhněvaných mužů
- 1998: Don Cheadle – The Rat Pack a Gregory Peck – Bílá velryba
- 1999: Peter Fonda – Posedlost Ayn Randové
- 2000: Robert Downey Jr. – Ally McBealová

### 2001–2010
- 2001: Stanley Tucci – Konference ve Wannsee
- 2002: Donald Sutherland – Cesta do války
- 2003: Jeffrey Wright – Andělé v Americe
- 2004: William Shatner – Kauzy z Bostonu
- 2005: Paul Newman – Zánik Empire Falls
- 2006: Jeremy Irons – Královna Alžběta
- 2007: Jeremy Piven – Vincentův svět
- 2008: Tom Wilkinson – John Adams
- 2009: John Lithgow – Dexter
- 2010: Chris Colfer – Glee

### 2011–2020
- 2011: Peter Dinklage – Hra o trůny
- 2012: Ed Harris – Prezidentské volby
- 2013: Jon Voight – Ray Donovan
- 2014: Matt Bomer – Stejná srdce
- 2015: Christian Slater – Mr. Robot
- 2016: Hugh Laurie – Noční recepční
- 2017: Alexander Skarsgård – Sedmilhářky
- 2018: Ben Whishaw – Skandál po anglicku
- 2019: Stellan Skarsgård – Černobyl
- 2020: John Boyega – Sekerka

### 2021–2030
- 2021: O Jong-su – Hra na oliheň
- 2022:
  - Tyler James Williams –⁠ Základka Willarda Abbotta (komedie / drama)
  - Paul Walter Hauser –⁠ Volavka (minisérie)
- 2023: Matthew Macfadyen – Boj o moc
- 2024: Tadanobu Asano – Šógun